# 化工街道 (盘锦市)
化工街道，是中华人民共和国辽宁省盘锦市双台子区下辖的一个乡镇级行政单位。

## 行政区划
化工街道下辖以下地区：
滨河社区、辽河社区、双河社区和盛河社区。